# Binodoxys carolinensis
Binodoxys carolinensis är en stekelart som först beskrevs av Smith 1944.  Binodoxys carolinensis ingår i släktet Binodoxys och familjen bracksteklar. Inga underarter finns listade.